# Horace Émile Say

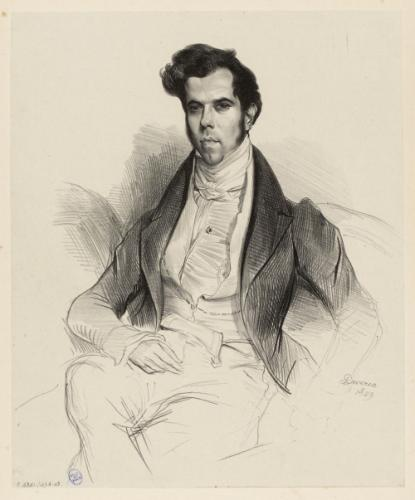
Horace Émile Say.

Horace Émile Say, född den 11 mars 1794 i Noisy-le-Sec, departementet Seine, död den 25 juli 1860 i Sceaux, samma departement, var en fransk nationalekonom. Han var son till Jean Baptiste  Say och far till Léon Say.
Say var under några år skepps- och varumäklare i Förenta staterna och Brasilien. Han etablerade sedermera i Paris en stor exportaffär på Sydamerika. Han var från 1848 en tid ordförande i Paris handelskammare och 1849–1851 ledamot av conseil d'état. Say, som var en trogen nationalekonomisk lärjunge till sin far, deltog i bildandet av Société d'économie politique och grundläggandet av Journal des Économistes. Han skrev ett antal artiklar och böcker samt ledde utgivandet av verket Statistique de l'industrie à Paris (2 band, 1851), ett verk som beredde honom ledamotskap av Franska institutet (1857).